# Smaragdina salicina
Smaragdina salicina är en skalbaggsart som först beskrevs av Giovanni Antonio Scopoli 1763.  Smaragdina salicina ingår i släktet Smaragdina, och familjen bladbaggar. Enligt den svenska rödlistan är arten nationellt utdöd i Sverige. . Arten har tidigare förekommit i Nedre Norrland men är numera lokalt utdöd. Artens livsmiljö är skogslandskap.

## Bildgalleri

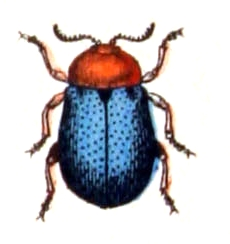